# Bassetki
Bassetki (arabisch باستكي, DMG Bāsitkī; kurdisch باستکێ Bassetkî) ist ein kleines Dorf im Irak gelegen im Gouvernement Dohuk der autonomen Region Kurdistan. Das Dorf ist für mehrere archäologische Funde bekannt. Bassetki liegt an der Überlandstraße von Zaxo nach Dohuk in der Selevani-Ebene und etwa auf mittlerer Strecke zwischen beiden Städten.

## Archäologie
Archäologische Funde zeigen, dass die Stätte seit der frühen Bronzezeit besiedelt war.
1975 wurde in der Nähe von Bassetki ein Fragment einer Figur von Naram-Sin von Akkad, bekannt als Bassetki-Statue, entdeckt. Die Statue wurde während des Irakkriegs aus dem Nationalmuseum in Bagdad gestohlen, aber später von US-Soldaten geborgen.
2013 wurde bei Geländeforschungen im Rahmen des Tübinger Sonderforschungsbereichs „RessourcenKulturen“ (SFB 1070) eine Siedlung bei Bassetki entdeckt. Seit 2016 werden hier vom Team des Instituts für die Kulturen des Alten Orients (IANES) der Universität Tübingen unter Peter Pfälzner und Hasan Qasim von der Antikendirektion in Dohuk Ausgrabungen durchgeführt. Sie legten eine große Stadt aus der Bronzezeit frei, die wohl 3000 v. Chr. gegründet worden war und für mehr als 1200 Jahre lang florierte. Ab circa 2700 v. Chr. hatte die Stadt eine Mauer, die den oberen Teil der Stadt vor Eindringlingen schützte. Die Stadt hatte ein ausgedehntes Straßennetz, mehrere Wohnviertel und ein palastartiges Gebäude. Ein zeitgenössischer Friedhof befand sich außerhalb der Stadt. Die Stadt war durch eine Straße aus dem Jahr circa 1800 v. Chr. mit anderen Regionen Mesopotamiens und Anatoliens verbunden. Die Archäologen entdeckten auch Siedlungsschichten aus dem Akkadischen Reich. Die Funde wurden von der Universität Tübingen am 3. November 2016 bekannt gegeben.
Im Sommer 2017 entdeckten Archäologen aus Tübingen am Osthang (Bereich C) eine Menge von 3.200 Jahre alten Keilschrifttafeln, die in mehreren Keramikkrügen versteckt waren. Diese Tafeln enthüllen den Standort der alten verlorenen Königsstadt Mardaman. Die Tafeln stammen aus c. 1250 v. Chr., als das Gebiet Teil des Mittelassyrischen Reiches war. Im selben Raum des Gouverneursgebäudes wurde eine Reihe von Fayence-Objekten gefunden, darunter Schalen, Ornamente und Token. Offenbar wurde in dem Raum Fayence sowohl hergestellt als auch gelagert.
Die Ausgrabung wurde 2018 und 2019 fortgesetzt.
Die gesamte Stadt war etwa 50 Hektar groß und lässt sich in eine obere und eine untere Stadt einteilen. Die frühesten Siedlungsschichten lassen sich bis an den Beginn des 3. Jahrtausends v. Chr. zurück datieren, also in die Frühe Ninive V-Periode.

### Muqable
Ausgrabungen in Muqable, fünf Kilometer südöstlich von Bassetki, haben einen mittelassyrischen ländlichen Gebäudekomplex freigelegt. Aufgrund der geringen Distanz zwischen beiden Fundorten ist davon auszugehen, dass Bassetki im 3. und 2. Jahrtausend v. Chr. als städtischer Bezugspunkt für Muqable fungierte.